# Vladislav Panteleyev
Vladislav Vladimirovich Panteleyev (tiếng Nga: Владислав Владимирович Пантелеев; sinh ngày 15 tháng 8 năm 1996) là một cầu thủ bóng đá người Nga. Anh thi đấu cho F.K. Spartak Moskva và F.K. Spartak-2 Moskva.

## Sự nghiệp câu lạc bộ
Anh ra mắt chuyên nghiệp tại Giải bóng đá chuyên nghiệp quốc gia Nga cho F.K. Spartak-2 Moskva vào ngày 15 tháng 4 năm 2014 trong trận đấu với F.K. Spartak Ryazan.